# Conservatorio Santa Cecilia
Il Conservatorio statale di musica "Santa Cecilia" è l'istituto per la formazione musicale di Roma.

## Storia
La nascita dell'istituzione risale al 1875 per opera di Giovanni Sgambati ed Ettore Pinelli nel quadro della riorganizzazione dell'istruzione operata dallo Stato sabaudo. L'istituzione musicale, tuttavia, affonderebbe le proprie radici in epoca più remota (XVI secolo) in quanto deriverebbe dalla Congregazione de' musici di Roma, divenuta in seguito Accademia Nazionale di Santa Cecilia. L'istituto divenne col tempo una delle principali scuole di musica dell'allora Stato pontificio.
Nel 1895, fu inaugurata la sala accademica: dotata di una buona acustica, era fornita di un grande organo e con una capienza complessiva di circa milleduecento persone.

Nel 2013 è stata inaugurata la sede distaccata di Sant'Andrea delle Fratte, collocata a breve distanza dalla sede storica di via dei Greci, 18.

## Struttura
Il conservatorio è organizzato nei seguenti dipartimenti:
- Canto;
- Didattica;
- Nuove tecnologie e linguaggi musicali – Jazz;
- Nuove tecnologie e linguaggi musicali – Musica elettronica;
- Strumenti ad arco e a corda;
- Strumenti a fiato;
- Tastiere e strumenti a percussione;
- Teoria e analisi, composizione e direzione.